# Mieczysław Krygowski

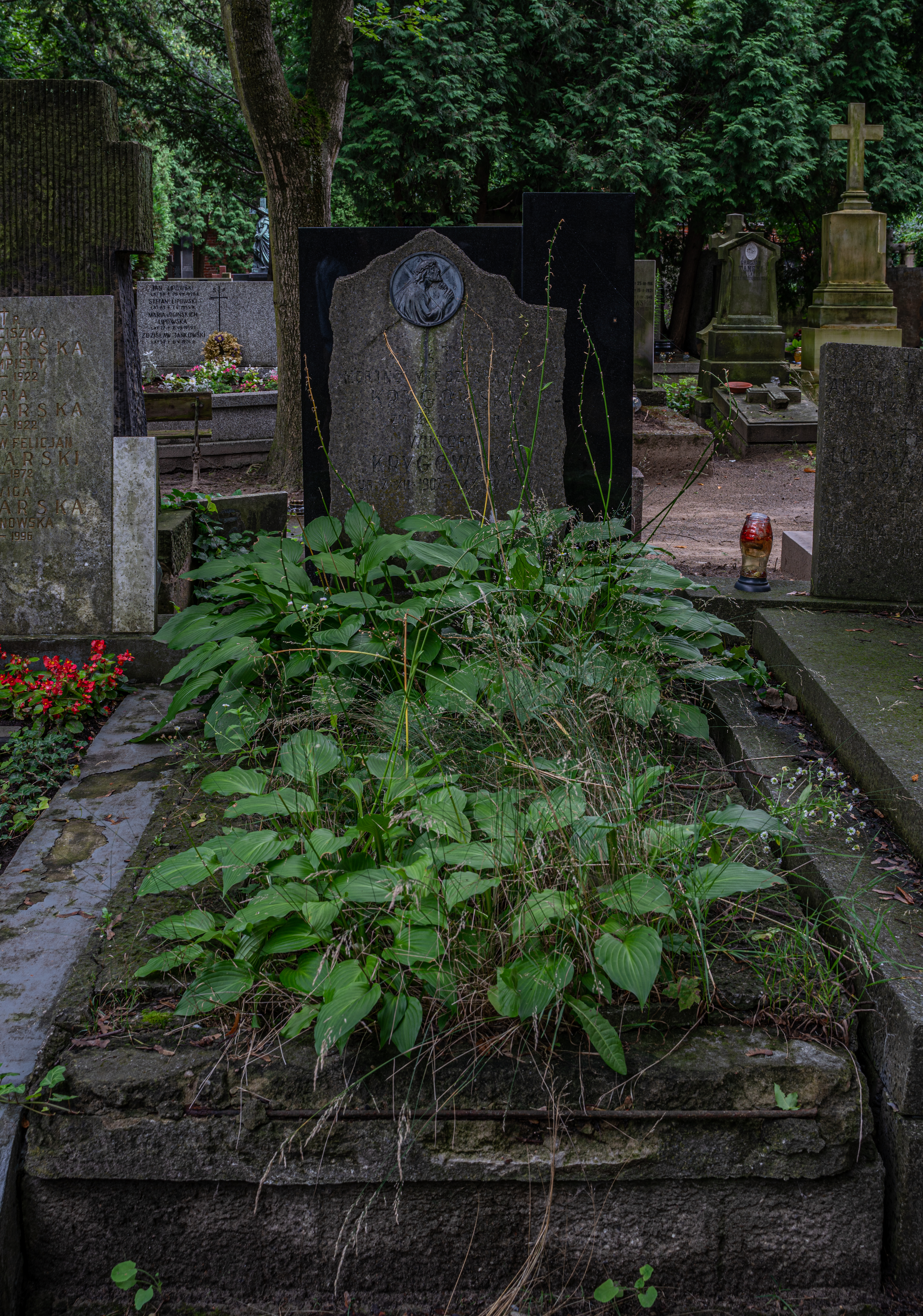
Grób Mieczysława Krygowskiego na cmentarzu Powązkowskim

Mieczysław Krygowski (ur. 2 lutego 1892 w Ruszelczycach, zm. 21 października 1965) – polski inżynier, żołnierz Legionów Polskich, porucznik rezerwy artylerii Wojska Polskiego.

## Życiorys
Urodził się 2 lutego 1892 w Ruszelczycach. Był synem Józefa, stolarza w Posadzie. Miał braci Stanisława (ur. 1894), Jana Alojzego (ur. 1896). W 1912 zdał egzamin dojrzałości w C. K. Gimnazjum Męskim w Sanoku (w jego klasie byli m.in. Ludwik Hellebrand, Jan Kosina, Józef Agaton Morawski, Jerzy Pajączkowski, Tadeusz Remer, Zygmunt Vetulani). Był jednym z pierwszych członków ruchu skautowego w Sanoku, został członkiem tajnego „oddziału ćwiczebnego” im. Hetmana Stanisława Żółkiewskiego, założonego w listopadzie 1909 przez działaczy Organizacji Młodzieży Niepodległościowej „Zarzewie”, od 1911 jako jawna Drużyna Skautowa im. hetmana Stanisława Żółkiewskiego – Ex ossibus ultor (innymi harcerzami byli wówczas m.in. Jan Bratro, Julian Krzyżanowski, Tadeusz Piech, Klemens Remer, Tadeusz Remer, Zygmunt Vetulani, Władysław Zaleski, Władysław Brzozowski). Był członkiem sanockiego gniazda Polskiego Towarzystwa Gimnastycznego „Sokół”: w 1912. Do 1914 studiował na kierunku górniczym.
Po wybuchu I wojny światowej wstąpił do Legionów Polskich. Został z nich zwolniony z zatwierdzeniem z 9 kwietnia 1915. Po odzyskaniu przez Polskę niepodległości został przyjęty do Wojska Polskiego. Został awansowany do stopnia porucznika artylerii ze starszeństwem z dniem 1 czerwca 1919. W 1923, 1924 był oficerem rezerwowym 2 pułku artylerii polowej Legionów w garnizonie Kielce. W 1934 jako porucznik inżynier rezerwy artylerii pospolitego ruszenia był w Oficerskiej Kadrze Okręgowej nr X jako oficer przewidziany do użycia w czasie wojny i był wówczas przydzielony do Powiatowej Komendy Uzupełnień Sanok.
Ukończył studia z tytułem inżyniera. Działał w sferze przemysłu naftowego, m.in. zajmował się metodami systemów wiercenia w poszukiwaniu ropy naftowej. Od 1922 był członkiem Polskiego Towarzystwa Politechnicznego we Lwowie. W 1928 został członkiem zarządu Sekcji Naukowej Stowarzyszenia Polskich Inżynierów Przemysłu Naftowego. W 1930 pełnił funkcję zastępcy przewodniczącego SPIPN.
Został odznaczony Złotym Krzyżem Zasługi za działalność na polu społecznym i udekorowany tym odznaczeniem 5 stycznia 1936 w Drohobyczu.
W 1939 zamieszkiwał przy ul. Juliusza Słowackiego 10 w Borysławiu. Pełnił funkcję naczelnika wydziału w Ministerstwie Górnictwa PRL. Był autorem rozdziałów od 3 do 15 w publikacji pt. Kopalnictwo naftowe Cz. 1, Wiertnictwo, którą wydał Zbigniew Onyszkiewicz w 1955.
Zmarł 21 października 1965. Został pochowany na cmentarzu Powązkowskim w Warszawie (kwatera 218-2-26). W tym samym grobowcu została pochowana Wiktora Krygowska (1907-1977).